# Fino Coletivo (álbum)
Fino Coletivo é o primeiro disco da banda carioca de MPB, Fino Coletivo, lançado em 2007.o álbum Fino Coletivo rendeu a banda o prêmio da Associação Paulista de Críticos de Arte na categoria Música Popular - Grupo Revelação, e também o 6º Prêmio Rival Petrobras de Música também na categoria revelação.
A faixa 8 "Uma raiz, uma Flor" esteve presente na trilha sonora e também no álbum "Lapa" da novela Caminho das Índias em 2009, e a faixa 1 "Boa Hora" foi utilizada como vinheta na emissora globo para o clipe de abertura do Campeonato Brasileiro de 2010.

## Faixas
1. Boa Hora
2. Tarja Preta
3. Dragão
4. Na Maior Alegria
5. Partiu Partindo
6. Uirapuru
7. Mão na Luva
8. Uma Raiz, uma Flor
9. Poema de Maria Rosa
10. Hortelã
11. Tempestade
12. Medo de Briga